# IC 2554A
IC 2554A је спирална галаксија у сазвјежђу Прамац која се налази на листи објеката дубоког неба у Индекс каталогу.
Деклинација објекта је - 67° 1' 54" а ректасцензија 10h 8m 50,5s. Привидна величина (магнитуда) објекта IC 2554 износи 11,7 а фотографска магнитуда 12,5. IC 2554A је још познат и под ознакама ESO 92-12, IRAS 10075-6647, PGC 29512.